# شهرستان مینرال (نوادا)

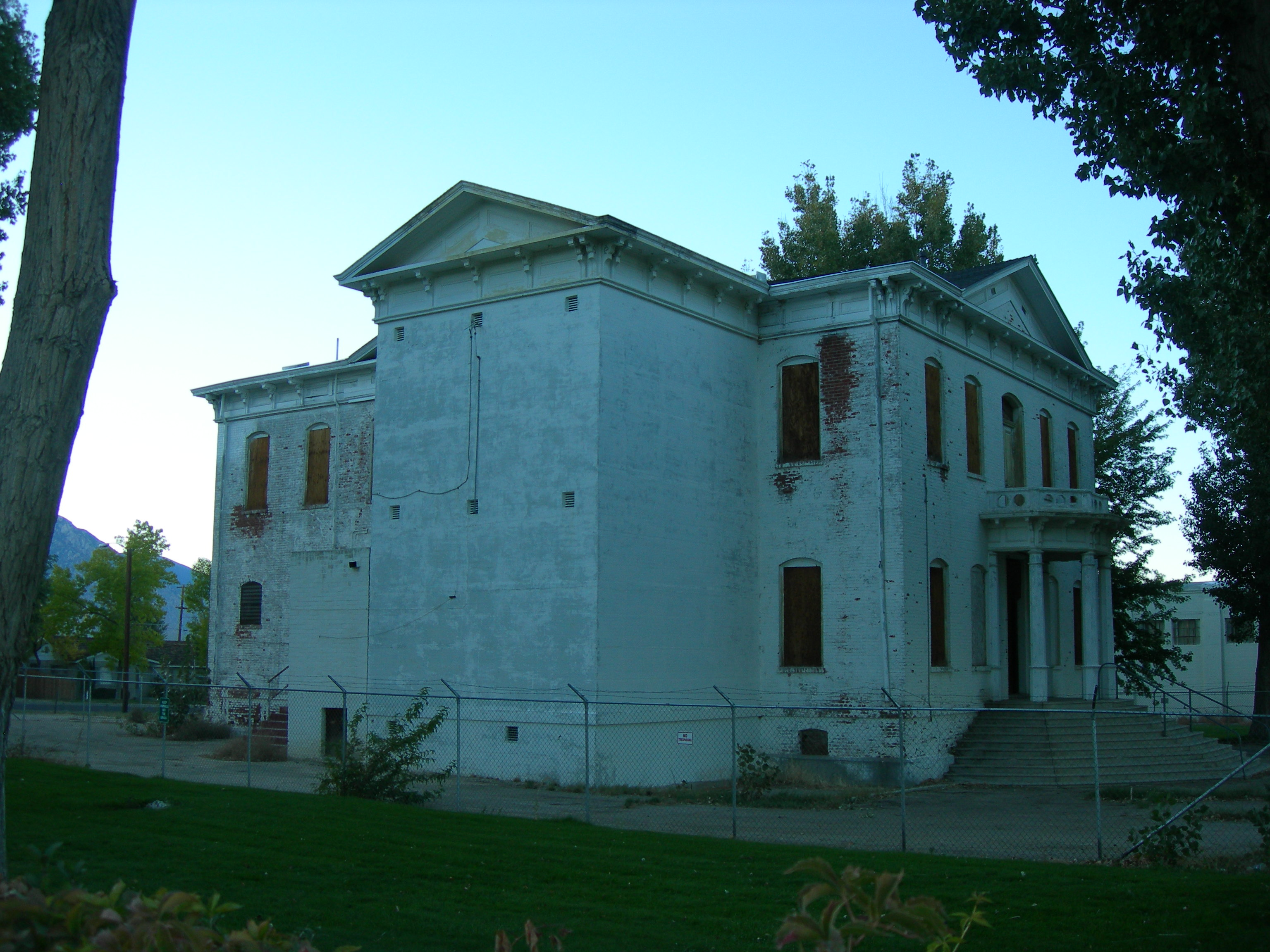
نمایی از ساختمان دادگستری شهرستان مینرال، در ایالت نوادا - ۲۰۰۸

شهرستان مینرال یکی از شهرستان‌های جنوبی ایالت نوادا آمریکاست. جمعیت این شهر بر طبق آمارهای سال ۲۰۱۰ برابر است با ۴.۷۷۲ نفر و همچنین مساحت این شهرستان چیزی حدود ۹.۸۷۶ کیلومتر مربع است.

## پیوند
- وب‌گاه